# Меланохроїт
Меланохроїт (рос. меланохроит; англ. melanochroite; нім. Melanochroit m) — мінерал, хромат свинцю острівної будови.

## Загальний опис
Хімічна формула: Pb3[O|(CrO4)2].
Містить (%): PbO — 77,0; Cr2O3 — 23,0.
Сингонія ромбічна.
Спайність досконала в одному напрямі.
Утворює таблитчасті кристали і щільні маси.
Густина 5,75.
Твердість 3,5-3,75.
Колір червоний, лимонно-жовтий.
Риса цегляно-червона.
Знайдений у зоні окиснення Березовського золоторудного родовища (Урал) разом з крокоїтом.
Рідкісний.
Від грецьк. «меланохроос» — темноколірний (Р. Ф. Герман, 1833).